# Gerolamo De Franchi Toso (1522-1586)
Gerolamo De Franchi Toso (Génova, 1522 - Génova, 1586) foi o 73.º Doge da República de Génova.

## Biografia
De Franchi Toso, considerado membro da "nova" nobreza da República, foi eleito como Doge a 21 de outubro de 1581, o vigésimo oitavo do sistema bienal e o septuagésimo terceiro na história republicana. O seu mandato foi marcado pela luta contra o banditismo e, na política externa, pelas primeiras polémicas com o vizinho Ducado de Sabóia que, com o tempo, acabariam numa guerra entre as duas potências. Ele também trabalhou no campo religioso local com o seu parecer favorável para a construção de uma nova igreja no centro histórico de Génova. Ele deixou o cargo a 21 de outubro de 1583. Provavelmente foi nomeado procurador perpétuo após o voto favorável dos sindicatos supremos. Toso faleceu em 1586, em Génova.